# Divisió de Corea
La divisió de Corea (한반도 분단 en coreà) va ser un esdeveniment històric que, en el context de la Segona Guerra Mundial i la posterior Guerra Freda, va portar a la fragmentació de la península de Corea en dos estats sobirans, Corea del Nord i Corea del Sud, la frontera dels quals es va fixar en el paral·lel 38° per un acord entre la Unió Soviètica (URSS) i els Estats Units d'Amèrica (EUA).

## Història
Per idea del general estatunidenc Douglas MacArthur, l'octubre de 1943 els caps d'estat dels EUA i l'URSS es van reunir a Moscou i van acordar que l'URSS declararia la guerra a l'Imperi Japonès un cop hagués acabat el conflicte bèl·lic a Alemanya. Aquesta decisió venia afavorida per la creença que el Japó era més vulnerable pel nord, a Manxúria i Corea, que pel sud, a les Filipines, on estava guanyant les batalles.
Dos dies després del bombardeig atòmic d'Hiroshima el 6 d'agost de 1945 per part dels EUA, l'URSS va declarar la guerra al Japó i l'endemà va atacar la península de Corea pel nord. Aquesta decisió va alarmar els EUA, que després dels bombardejos atòmics sobre el Japó ja no estaven tan interessats en l'entrada de l'URSS a la guerra. Un dia després del segon bombardeig atòmic al Japó a Nagasaki el 9 d'agost de 1945, EUA va enviar tropes a Busan, al sud de la península coreana. Corea, per part seva, comptava amb una guerrilla d'ideologia comunista que s'enfrontava al Japó i donava suport a les mesures de l'URSS.
El 10 d'agost, en preparar la rendició del Japó, la Divisió d'Operacions del Departament de Guerra dels Estats Units va triar el paral·lel 38° com a límit de la defensa del país. El 15 d'agost es va publicar la rendició. Ióssif Stalin, en un clima de creixent tensió entre els EUA i l'URSS, va ordenar a les seves tropes que s'aturessin al nord del paral·lel 38°, mentre que les tropes estatunidenques estaven situades al sud. Stalin va admetre la rendició del Japó i no va manifestar-se sobre la divisió de Corea i els EUA van interpretar aquest acte com una acceptació de facto.
El nord, que començaria a industrialitzar-se i a simpatitzar amb els soviètics, va fundar l'estat socialista de la República Popular Democràtica de Corea el 9 de setembre de 1948. L'URSS va reconèixer el seu govern com a únic legal per a tota la península. Mentrestant, al sud, havia nascut la República de Corea, capitalista, el 15 d'agost del mateix any i l'ONU va organitzar-ne les eleccions. El 1945 el 93% de la indústria de l'acer i el 86% de la química estaven a Corea del Nord, mentre que el Sud funcionava pràcticament només com a proveïdor d'aliments.
La divisió va desembocar el 1950 en la Guerra de Corea, que va començar per la invasió del nord sobre el sud. Aquesta guerra va accentuar les diferències entre els EUA i l'URSS i va conduir indirectament a la regeneració econòmica del Japó.